# Javier Núñez Mendoza
Javier Núñez Mendoza (Lima, Provincia de Lima, Perú, 23 de enero de 1997) es un futbolista peruano. Juega como mediocentro ofensivo y su equipo actual es Carlos A. Mannucci de la Liga 2 de Perú. Tiene 28 años.

## Trayectoria

### Universitario
Núñez fue formado en las divisiones menores del Club Universitario de Deportes. Hizo su debut profesional el 27 de abril de 2014 ante Cienciano del Cuzco en la décima primera fecha del Torneo del Inca. Entre los años 2014 y 2015 alternó entre el primer equipo y el equipo de reservas, con el que obtuvo dos títulos. 

### Deportivo Municipal
En diciembre de 2015 fue cedido en préstamo al Deportivo Municipal. En el cuadro edil tuvo 9 presentaciones y anotó su primer gol profesional.

### Universitario
Para la temporada 2017 volvería luego de estar cedido al Club Centro Deportivo Municipal .
Para la temporada 2018 anotaría 3 goles terminaría salvándose del descenso y la U rozo los puestos de Copa Sudamericana

### Real Garcilaso
Para el 2019 ficha por Real Garcilaso. Debuta en la Copa Libertadores en la derrota 1-0 ante el Deportivo La Guaira de Venezuela.

### Carlos Mannucci
Luego de terminar contrato con Real Garcilaso ficha por el  Club Carlos A. Mannucci
Para la temporada 2021 disputaría  21 partidos en la Primera División del Perú , anotaría 1 gol y 2 asistencias. Disputaría 2 partidos por la Copa Sudamericana 2021.
En la Copa Bicentenario 2021 disputaría 5 partidos anotando 2 goles y llegando a la Final donde la perdería 1-2 frente a Club Sporting Cristal. En el año Disputaría  28 partidos  anotaría 3 goles y 3 asistencias.

## Estadísticas
Actualizado al último partido disputado el 15 de octubre de 2023.
| Universitario de Deportes · Perú | 1.ª           | 2014          | 0   | 0  | 2  | 0 | - | - | 2   | 0  |
| Universitario de Deportes · Perú | 1.ª           | 2015          | 6   | 0  | -  | - | - | - | 6   | 0  |
| Universitario de Deportes · Perú | 1.ª           | 2017          | 16  | 0  | 4  | 0 | - | - | 20  | 0  |
| Universitario de Deportes · Perú | 1.ª           | 2018          | 25  | 3  | 8  | 0 | 2 | 0 | 35  | 3  |
| Universitario de Deportes · Perú | Total club    | Total club    | 47  | 3  | 14 | 0 | 2 | 0 | 63  | 3  |
| Deportivo Municipal Perú | 1.ª           | 2016          | 9   | 1  | -  | - | - | - | 9   | 1  |
| Deportivo Municipal Perú | Total club    | Total club    | 9   | 1  | 0  | 0 | 0 | 0 | 9   | 1  |
| Cusco F.C. Perú | 1.ª           | 2019          | 28  | 5  | 5  | 1 | 1 | 0 | 34  | 6  |
| Cusco F.C. Perú | Total club    | Total club    | 28  | 5  | 5  | 1 | 1 | 0 | 34  | 6  |
| Carlos A. Mannucci Perú | 1.ª           | 2020          | 16  | 1  | -  | - | - | - | 16  | 1  |
| Carlos A. Mannucci Perú | 1.ª           | 2021          | 21  | 1  | 5  | 2 | 2 | 0 | 28  | 3  |
| Carlos A. Mannucci Perú | 1.ª           | 2022          | 21  | 6  | -  | - | - | - | 21  | 6  |
| Carlos A. Mannucci Perú | 1.ª           | 2023          | 23  | 1  | -  | - | - | - | 23  | 1  |
| Carlos A. Mannucci Perú | Total club    | Total club    | 81  | 9  | 5  | 2 | 2 | 0 | 88  | 11 |
| Total carrera | Total carrera | Total carrera | 165 | 18 | 24 | 3 | 5 | 0 | 193 | 21 |
| (1)Incluye datos de la Copa Bicentenario (2019 y 2021). (2)Incluye datos de la Copa Libertadores de América (2020) y la Copa Sudamericana (2021 y 2022). |               |               |     |    |    |   |   |   |     |    |

## Palmarés

### Campeonatos nacionales
| Título             | Club                      | País | Año    |
| ------------------ | ------------------------- | ---- | ------ |
| Torneo de Reservas | Universitario de Deportes | Perú | 2014-I |
| Torneo de Reservas | Universitario de Deportes | Perú | 2015-I |